# Nacka (đô thị)
Đô thị Nacka (tiếng Thụy Điển: Nacka kommun) là một đô thị ở hạt Stockholm của Thụy Điển. Thủ phủ là thị xã Nacka. Dân số thời điểm 31 tháng 12 năm 2000 là 74974 người.